# Ayhan Alemdaroğlu
Ayhan Alemdaroğlu (* 15. März 1968 in Trabzon) ist ein ehemaliger türkischer Fußballspieler und -trainer.

## Spielerkarriere
Die erste Zeit von Alemdaroğlus Fußballspielerkarriere ist unbekannt. 1990 spielte er beim Zweitligisten DÇ Karabükspor. Im Sommer 1991 wechselte er dann innerhalb der Liga zu Bafraspor. Nachdem er mit dieser Mannschaft zum Sommer 1993 den Klassenerhalt verpasst hatte, verließ Alemdaroğlu den Klub und wechselte zum Drittligisten Çaykur Rizespor. Mit diesem Klub erreichte Alemdaroğlu in der Saison 1993/94 und stieg mit diesem Klub in die Türkiye 2. Futbol Ligi auf. Nach einer Saison in der 2. Liga für Rizespor ging er zum Zweitligisten Erzincanspor.
Nach einer Saison für Erzincanspor wechselte Alemdaroğlu erneut seinen Arbeitgeber und heuerte beim Drittligisten Istanbul Büyükşehir Belediyespor. Mit diesem Klub feierte er im Sommer 1997 die Meisterschaft der Türkiye 3. Futbol Ligi und den Aufstieg in die türkische 2. Liga. Für Istanbul BB spielte er dann noch ein Jahr in der 2. Liga und verließ den Klub Richtung Drittligaklub Sivasspor. Bei diesem Klub etablierte er sich auf Anhieb zum Stammspieler und trug dazu bei, dass der Verein Meister der 3. türkischen Liga wurde und damit nach vierzehnjähriger Abstinenz wieder die Teilnahme an der 2. Liga erreichte. In die 2. Liga aufgestiegen, spielte Alemdaroğlu die nächsten zweieinhalb Jahre durchgängig als Stammspieler, ehe er für die Rückrunde der Spielzeit 2000/01 an den Drittligisten Iğdırspor ausgeliehen wurde.
Am Ende der Saison 2000/01 verließ er Sivasspor nach drei Jahren schließlich und wechselte zum Drittligisten Bulancakspor. Nach einem Jahr für diesen Klub spielte er der Reihe nach bei Pazarspor, Değirmenderespor und Sürmenespor, ehe er im Sommer 2006 seine Spielerkarriere beendete.

## Trainerkarriere
Direkt im Anschluss an seine Fußballerkarriere begann er bei seinem letzten Verein Sürmenespor als Co-Trainer zu arbeiten. Nach einem Jahr übernahm er die gleiche Tätigkeit dann bei Arsinspor und stieg hier ein weiteres Jahr später Cheftrainer auf. Im Februar 2009 begann er bei Adıyamanspor als Co-Trainer zu arbeiten und führte diese Tätigkeit bis zum Mai 2009 fort. Anschließend arbeitete der Reihe nach für Trabzon Yalıspor, Kastamonuspor und ein weiteres Mal für Trabzon Yalıspor als Cheftrainer.
Im Sommer 2013 übernahm er bei 1461 Trabzon den Posten des Co-Trainers und assistierte damit dem ebenfalls neu eingestellten Cheftrainer Kadir Özcan. Nach dem plötzlichen Tod Özcans im Oktober 2013 übernahm Alemdaroğlu interimsweise die Mannschaft als Cheftrainer und holte in vier Spielen zwei Siege und zwei Unentschieden.
Trotz dieser guten Bilanz musste er offiziell den Cheftrainerposten an den neuen Cheftrainer Cemil Canalioğlu. Da der Türkische Fußballverband für die Cheftrainertätigkeiten in seinen zwei höchsten Spielklassen, der Süper Lig und der TFF 1. Lig, fortan die UEFA Pro Lizenz als Voraussetzung erklärte und Alemdaroğlu im Gegensatz zu Cemil Canalioğlu diese nicht besaß, wurde Canalioğlu offiziell als Cheftrainer eingestellt und nahm an offiziellen Veranstaltungen wie Pressekonferenzen teil. Bei plötzlichen Trainerentlassungen oder Todesfällen erlaubte der Verband allerdings mit einer Sondergenehmigung Trainer ohne die UEFA Pro-Lizenz vorübergehend die Mannschaft als Cheftrainer betreuen. So konnte Alemdaroğlu nach Özcans Tod für vier Spieltage offiziell die Mannschaft als Cheftrainer betreuen und fungierte nach der Einstellung Canalioğlus als inoffizieller Cheftrainer. In den Medien und von der Vereinsführung wurde allerdings Alemdaroğlu als Cheftrainer aufgefasst.
Nachdem nach dem 29. Spieltag die Mannschaft auf einen Abstiegsplatz gerutscht war, erklärte Alemdaroğlu Anfang März seinen Rücktritt. Wenige Wochen später übernahm er Trabzon Akçaabat FK und betreute diesen bis Ende Oktober 2014.

## Erfolge

### Als Spieler
Mit Çaykur Rizespor
- Meister der TFF 2. Lig und Aufstieg in die TFF 1. Lig: 1993/94

Mit Istanbul Büyükşehir Belediyespor
- Meister der TFF 2. Lig und Aufstieg in die TFF 1. Lig: 1996/97

Mit Sivasspor
- Meister der TFF 2. Lig und Aufstieg in die TFF 1. Lig: 1998/99